# A Force More Powerful
A Force More Powerful (рус. Больше, чем сила) — общее название компьютерной игры, книги и фильма, появившихся в разное время как результат взаимодействия специалистов американского неправительственного международного центра ненасильственных конфликтов (International Center on Nonviolent Conflict — ICNC) с компаниями York Zimmerman и BreakAway Games. При этом специалисты York Zimmerman занимались снятием фильма, а разработчики BreakAway Games — созданием игры.

## Фильм
Фильм выпущен в 1999 году Стивом Йорком, продюсером была компания York Zimmerman. На протяжении двух серий и трёх часов лента рассказывает о том, как в разное время двадцатого века происходила борьба миллионов людей против правительственных режимов.
При этом фильм стал не первым и не последним последним творением его автора, Стива Йорка, «о „свержениях режимов“ в странах средней развитости». Позднее в 2007 году им также была снята «Оранжевая революция», критиковавшаяся за ложность и тенденциозный подбор некоторых фактов, а ранее — в 1997 году «Свержение диктатора» о Слободане Милошевиче, ещё ранее, в 1985 году, «Помня о бомбе» (про Хиросиму), в 1982 году «Мемориал Вьетнамской войны», и несколько других фильмов, многие из которых рекомендуются официальным американским сайтом america.gov как некие «дополнительные материалы».

## Книга
Книга «A force more powerful: a century of nonviolent conflict» была выпущена в 2001 году.

## Игра
Компьютерная игра, выпущенная в 2006 году по мотивам фильма, представляет собой пошаговую стратегию по управлению организацией сопротивления.
Заявлено, что AFMP — это «первая и единственная игра, обучающая методам влияния или изменения политической обстановки ненасильственными способами. Она предназначена для использования активистами и лидерами сопротивления и движений оппозиции.

Игра также расскажет СМИ и общественности о потенциале ненасильственных действий и послужит инструментом для моделирования и исследований ненасильственного сопротивления».
Игра также содержит редактор стран и диктаторов. На сайте поддержки имеются руководства по революционной деятельности, резистопедия. Имеется англоязычный форум поддержки, где можно обмениваться опытом.
Игру уже высоко оценили реальные, а не виртуальные революционеры. Как заявил один из основателей сербской группы студенческого сопротивления «Отпор», боровшейся против режима Слободана Милошевича, Иван Марович, «игра поможет оппозиции больше, чем кино или литература, поскольку активисты смогут моделировать различные ситуации и опробовать различные стратегии прежде, чем испытать их в действии. Да и с компьютером человек проводит больше времени, чем с кино или книгой».
Любопытно, что американские разработчики включили Россию в список стран с историческими прецедентами такой борьбы.
В 2010 году у игры вышел сиквел — People Power: the Game of Civil Resistance.